# Jay Barrs
Jack Leonard Barrs Jr., detto Jay (Jacksonville, 17 luglio 1962), è un arciere statunitense.
Ha partecipato a due edizioni dei giochi olimpici (1988 e 1992) conquistando due medaglie a Seul nel 1988.

## Palmarès
Olimpiadi
- 2 medaglie:
  - 1 oro (individuale a Seul 1988)
  - 1 argento (squadre a Seul 1988).

Mondiali
- 1 medaglia:
  - 1 bronzo (squadre a Riom 1999).

Giochi panamericani
- 2 medaglie:
  - 2 argenti (individuale 30 m a L'Avana 1991, individuale 90 m a L'Avana 1991).